# Brian Mariano
Brian Mariano (né le 22 janvier 1985 à Willemstad, Curaçao) est un athlète néerlandais spécialiste du 100 mètres. Jusqu'en 2010, il représentait les Antilles néerlandaises.

## Carrière
Le 6 mars 2011, au Palais omnisports de Paris-Bercy, il décroche la 6e place en 6 s 64 du 60 mètres des Championnats d'Europe en salle derrière le Portugais Francis Obikwelu (6 s 53), le Britannique Dwain Chambers (6 s 54), le Français Christophe Lemaitre (6 s 58), l'Italien Emanuele Di Gregorio (6 s 59) et le Français Martial Mbandjock (6 s 61).
Lors des Championnats d'Europe, il fait partie du relais 4 x 100 m titré, établissant un chronomètre de 38 s 34.
Le 6 février 2016, lors d’un meeting à Mondeville, il est contrôlé positif au stanozolol et est suspendu pendant 4 ans, jusqu'au 5 février 2020.

## Palmarès
| Date | Compétition                    | Lieu     | Résultat | Épreuve   |
| ---- | ------------------------------ | -------- | -------- | --------- |
| 2011 | Championnats d'Europe en salle | Paris    | 6e       | 60 m      |
| 2012 | Championnats d'Europe          | Helsinki | 1er      | 4 × 100 m |
| 2012 | Jeux olympiques                | Londres  | 5e       | 4 × 100 m |
| 2013 | Championnats du monde          | Moscou   | 5e       | 4 × 100 m |

## Records
| Épreuve | Performance | Lieu    | Date          |
| ------- | ----------- | ------- | ------------- |
| 60 m    | 6 s 60      | Paris   | 5 mars 2011   |
| 100 m   | 10 s 23     | El Paso | 10 avril 2010 |